# فلورنس إيكبو-أوموه
فلورنس إكبو-أوموه (من مواليد 27 ديسمبر 1977 في لاغوس) هي عداءة نيجيرية ألمانية متخصصة في سباق 400 متر. تم إيقافها عن المنافسة لمدة عامين لتعاطي المنشطات.

## حياة مهنية
شاركت إيكبو-أوموه آخر مرة في بلدها الأصلي نيجيريا في بطولة العالم للناشئين 1994. هربت إلى ألمانيا في عام 1995 خلال معسكر تدريبي هناك، وتزوجت من مدربها الألماني في عام 1998 وحصلت على الجنسية الألمانية في عام 2000. منذ عام 1998 ، مثلت نادي يو إس سي ماينز الرياضي.
في عام 2003، تم القبض على فلورنس إكبو-أوموه بتهمة تعاطي منشطات ستانوزولول. تم تسليم العينة في 24 يناير 2003 في اختبار خارج المنافسة في جنوب إفريقيا. تم إيقافها عن الرياضة حتى مارس 2005.
أفضل وقت لها هو 51.13 ثانية، الذي حققته في يونيو 2001 في شتوتغارت.

## روابط خارجية
- فلورنس إيكبو-أوموه على موقع الاتحاد الدولي لألعاب القوى (الإنجليزية)
- فلورنس إيكبو-أوموه على موقع اللجنة الأولمبية الدولية (الإنجليزية)
- فلورنس إيكبو-أوموه على موقع أوليمبيديا (الإنجليزية)